# Dorippoidea
Dorippoidea is een superfamilie van krabben en omvat de volgende families: 

## Families
- Dorippidae (MacLeay, 1838)
- Ethusidae (Guinot, 1977)
- Necrocarcinidae  † Förster, 1968
- Orithopsidae  † Schweitzer, Feldmann, Fam, Hessin, Hetrick, Nyborg & Ross, 2003